# Полтавське (Сватівський район)
По́лтавське —  село в Україні, у Троїцькій селищній громаді Сватівського району Луганської області. Населення становить 106 осіб. Орган місцевого самоврядування — Воєводська сільська рада.

## Населення

### Мова
Розподіл населення за рідною мовою за даними перепису 2001 року:
| Мова       | Кількість | Відсоток |
| ---------- | --------- | -------- |
| українська | 92        | 86.79%   |
| російська  | 9         | 8.50%    |
| угорська   | 4         | 3.77%    |
| білоруська | 1         | 0.94%    |
| Усього     | 106       | 100%     |